# Reol (ca sĩ)
Reol (れをる, Reworu, sinh ngày 9/11/1993) là một ca sĩ, nhạc sĩ, rapper và nhà sản xuất âm nhạc người Nhật Bản. Cô bắt đầu sáng tác và đăng tải các sản phẩm âm nhạc lên Nico Nico Douga và YouTube từ năm 2012, được biết tới với việc viết và biểu diễn những ca khúc Vocaloid mà sau đó trở nên nổi tiếng. Album solo đầu tay của cô là Gokusaishiki (極彩色, Cực Thái Sắc, ra mắt ngày 29/7/2015)
Reol kí hợp đồng với hãng đĩa Toy's Factory vào năm 2015, và tới năm 2016, cô sáng lập ban nhạc REOL cùng với hai đồng nghiệp sáng tác lâu năm của cô là GigaP và Okiku mà ở đó Reol là ca sĩ hát chính. Album đầu tay của ban nhạc này - Sigma được phát hành cùng năm được đón nhận rộng rãi, đạt vị trí thứ 6 trong Oricon Albums Chart và thứ 9 trong Billboard Japan Hot 100. Trong năm 2017, ban nhạc này tuyên bố tan rã, và sau khi có buổi biểu diễn trực tiếp cuối cùng, họ đã cho ra mắt Đĩa mở rộng Endless EP trước khi chính thức dừng hoạt động.
Sau sự tan rã của REOL, cô tiếp tục kí hợp đồng với hãng đĩa Victor Entertainment vào năm 2018, quay trở lại hoạt động với tư cách của một ca sĩ độc lập và cho ra mắt album Jijitsujo (事実上, Sự Thật Thượng, ra mắt ngày 17/10/2018). GigaP vẫn thường xuyên hợp tác với Reol dưới tư cách của một nhà sản xuất âm nhạc, và Okiku cũng tiếp tục đóng góp cho các video âm nhạc của cô. Các ca khúc solo sau đó của cô cũng đã đạt được hiệu ứng truyền thông và thành công đáng kể, và với sự phát triển trên con đường âm nhạc độc lập của mình và sự ra mắt album Kinjitou (金字塔, Kim Tự Tháp, ra mắt ngày 22/1/2020), Reol là nữ nghệ sĩ Nhật Bản đầu tiên được YouTube vinh danh trong danh sách "Artist on the Rise" vào năm 2020.

## Sự nghiệp
Vào cuối năm 2012, Reol bắt đầu đăng tải các ca khúc do cô tự sáng tác và những bài hát cover trên các nền tảng chia sẻ video trực tuyến như Nico Nico Douga và YouTube. Ngày 17/10/2014, Reol cùng với GigaP, Okiku và họa sĩ Key dưới tên nhóm Anyosupenyosuyaya phát hành album No Title+. Album này gồm các giọng ca tới từ Vocaloid như Hatsune Miku, GUMI hay Megurine Luka, và được phát hành thông qua hãng đĩa Nhật Bản Celo Project. Reol cũng tự cho ra mắt phiên bản album bằng giọng hát của chính mình với tên No Title-. Trong năm 2014, cô ra mắt đĩa đơn "LUVORATORRRRRY!", trong đó có sự hợp tác với Nqrse, GigaP và Okiku. Video âm nhạc của bài hát này trên YouTube đã vượt hơn 70 triệu lượt xem, trở thành sản phẩm phát hành phổ biến nhất của họ.
Ngày 29/7/2015, Reol ra mắt album phòng thu độc lập đầu tiên của cô mang tên Gokusaishiki (極彩色, Cực Thái Sắc), và nó đã lọt vào top 10 của bảng xếp hạng âm nhạc Oricon Albums Chart. Cùng năm đó, Reol cùng với GigaP và Okiku, kí hợp đồng với hãng đĩa Toy's Factory và cùng nhau hoạt động dưới tên ban nhạc REOL. Ngày 18/8/2015, REOL ra mắt sản phẩm âm nhạc công khai đầu tiên của họ là đĩa đơn ''ギミアブレスタッナウ - Give me a break Stop now". Sau đó vào ngày 19/10/2016, ban nhạc này phát hành album Sigma, và album này đã đạt vị trí thứ 8 trong bảng xếp hạng hàng tuần của Oricon Albums Chart. Tháng 8/2017, REOL thông báo về việc sẽ tan rã ban nhạc sau buổi biểu diễn trực tiếp cuối cùng, và vào ngày 11/10/2017, REOL cho ra mắt dự án âm nhạc cuối cùng của họ - EP tên Endless EP.
Tháng 1/2018, Reol kí hợp đồng với hãng đĩa Victor Entertainment. Ngày 5/3 cùng năm, cô cho phát hành video âm nhạc "エンド / End" nằm trong loạt EP đầu tay trên con đường ca sĩ độc lập của mình có tên Kyokoushu (虚構集, Hư Cấu Tập, phát hành lần đầu ngày 14/3/2018). Theo sau đó là các đĩa đơn như "サイサキ / Saisaki" hay SAIREN và thông báo về việc ra mắt album phòng thu đầu tiên mang tên Jijitsujo (事実上, Sự Thật Thượng, chính thức ra mắt ngày 17/10/2018), tiếp tới là video âm nhạc "激白 / Gekihaku" vào ngày 19/12 cùng năm. Sau đó, cô tham gia vào ca khúc "Winners" trong album Silent Planet: Infinity của TeddyLoid, có cho mình một tour diễn đầu tiên tên "MADE IN FACTION" khắp Nhật Bản, sau đó là Trung Quốc.
Trong năm 2019, cô cho ra mắt EP mang tên "文明EP - Văn Minh EP" vào ngày 20/3, sau đó tiếp tục với hai video âm nhạc là "ウテナ / Utena" và "失楽園 / Lost Paradise", tour diễn quanh Nhật Bản tiếp theo "Reol Secret Live" và đĩa đơn "ゆーれいずみー / Phanto(me)" vào ngày 24/7/2019.
Ngày 22/1/2020, Reol phát hành album thứ hai mang tên Kinjitou (金字塔, Kim Tự Tháp), gồm có 11 bài hát tất cả và có thêm những đĩa đơn kỹ thuật số như ゆーれいずみー / Phanto(me), HYPE MODE hay 1LDK. Ngày 29/7, video âm nhạc "第六感 / THE SIXTH SENSE" được Reol cho ra mắt. Ngày 27/9 cùng năm, cô - với tư cách nữ nghệ sĩ Nhật Bản đầu tiên, được YouTube bầu chọn trong danh sách "Artist on the Rise". Ngày 4/11, cô tiếp tục phát hành video âm nhạc "Q?" cùng với GigaP.
Tháng 10/2021, Reol ra mắt EP "第六感 - Giác Quan Thứ Sáu" , mà trong đó có ca khúc cùng tên.
Tháng 5/2022, Reol kí hợp đồng với hãng Sony Music Japan.

## Sản phẩm

### Album

#### Album phòng thu
| Năm  | Tên album             | Vị trí              | Vị trí                  | Ghi chú                                  |
| Năm  | Tên album             | Oricon Albums Chart | Bảng xếp hạng Billboard | Ghi chú                                  |
| ---- | --------------------- | ------------------- | ----------------------- | ---------------------------------------- |
| 2015 | Gokusaishiki (極彩色) | 6                   | -                       | Dưới tư cách れをる (Reworu)             |
| 2016 | No Title-             | -                   | -                       | Có phiên bản Vocaloid riêng là No title+ |
| 2018 | Jijitsujo (事実上)    | 5                   | 9                       |                                          |
| 2020 | Kinjitou (金字塔)     | 11                  | -                       |                                          |

#### Album video
| Năm  | Tên                                                        | Vị trí                    | Vị trí                        |
| Năm  | Tên                                                        | Oricon Albums Chart (DVD) | Oricon Albums Chart (Blu-ray) |
| ---- | ---------------------------------------------------------- | ------------------------- | ----------------------------- |
| 2020 | Reol Japan Tour 2020 A Great Order of Hameln -Interlinked- | 27                        | 25                            |

#### Đĩa mở rộng
| Năm  | Tiêu đề            | Vị trí              | Vị trí                  |
| Năm  | Tiêu đề            | Oricon Albums Chart | Bảng xếp hạng Billboard |
| ---- | ------------------ | ------------------- | ----------------------- |
| 2018 | Kyokoushu (虚構集) | 3                   | -                       |
| 2019 | Bunmei EP (文明EP) | 3                   | 13                      |
| 2021 | Dairokkan (第六感) | -                   | -                       |

### Đĩa đơn
| Năm  | Ngày ra mắt | Tên (Romanji)            | Tên (Kana/Hán tự) |
| ---- | ----------- | ------------------------ | ----------------- |
| 2018 | 9/1/2018    | Heimenkyou               | 平面鏡            |
| 2018 | 16/5/2018   | Saisaki                  | サイサキ          |
| 2018 | 18/7/2018   | SAIREN                   | -                 |
| 2019 | 20/3/2019   | Lost Paradise            | 失楽園            |
| 2019 | 24/7/2019   | Phanto(me)               | ゆーれいずみー    |
| 2019 | 20/10/2019  | HYPE MODE                | -                 |
| 2020 | 8/1/2020    | 1LDK                     | -                 |
| 2020 | 29/7/2020   | THE SIXTH SENSE          | 第六感            |
| 2020 | 4/11/2020   | Q?                       | -                 |
| 2021 | 28/7/2021   | White Midnight           | 白夜              |
| 2021 | 24/11/2021  | Boy                      | -                 |
| 2022 | 18/5/2022   | Naked                    | 赤裸裸            |
| 2022 | 27/7/2022   | Agitate                  | 煽げや尊し        |
| 2022 | 17/8/2022   | No title - Seaside Remix | -                 |